# Mam'zelle Angèle
Mam'zelle Angèle est une ancienne chanson française qui a été popularisée par Jacques Martin dans Le Petit Rapporteur.
Pierre Desproges, qui chantait cette chanson jeune quand il était scout, l'a proposée à Jacques Martin. Elle est devenue le leitmotiv de l'émission Le Petit Rapporteur dans les années 1970.
La chanson parle d'un visiteur essayant de trouver une jeune bonnetière dans une rue sans en connaître l'adresse exacte. Il déambule de numéro en numéro posant les mêmes question à la concierge du lieu pour savoir si la fille habite là.
La chanson part du principe de ne pas avoir de fin, le chanteur énumérant les numéros sans fin, ne s'arrêtant que lorsque l'audience en a assez et interrompt la chanson d'une façon ou d'une autre.